# Line array
 (janvier 2021).
La mise en forme du texte ne suit pas les recommandations de Wikipédia : il faut le « wikifier ».
Les points d'amélioration suivants sont les cas les plus fréquents. Le détail des points à revoir est peut-être précisé sur la page de discussion.
- Les titres sont pré-formatés par le logiciel. Ils ne sont ni en capitales, ni en gras.
- Le texte ne doit pas être écrit en capitales (les noms de famille non plus), ni en gras, ni en italique, ni en « petit »…
- Le gras n'est utilisé que pour surligner le titre de l'article dans l'introduction, une seule fois.
- L'italique est rarement utilisé : mots en langue étrangère, titres d'œuvres, noms de bateaux, etc.
- Les citations ne sont pas en italique mais en corps de texte normal. Elles sont entourées par des guillemets français : « et ».
- Les listes à puces sont à éviter, des paragraphes rédigés étant largement préférés. Les tableaux sont à réserver à la présentation de données structurées (résultats, etc.).
- Les appels de note de bas de page (petits chiffres en exposant, introduits par l'outil «  Source ») sont à placer entre la fin de phrase et le point final[comme ça].
- Les liens internes (vers d'autres articles de Wikipédia) sont à choisir avec parcimonie. Créez des liens vers des articles approfondissant le sujet. Les termes génériques sans rapport avec le sujet sont à éviter, ainsi que les répétitions de liens vers un même terme.
- Les liens externes sont à placer uniquement dans une section « Liens externes », à la fin de l'article. Ces liens sont à choisir avec parcimonie suivant les règles définies. Si un lien sert de source à l'article, son insertion dans le texte est à faire par les notes de bas de page.
- La présentation des références doit suivre les conventions bibliographiques. Il est recommandé d'utiliser les modèles {{Ouvrage}}, {{Chapitre}}, {{Article}}, {{Lien web}} et/ou {{Bibliographie}}. Le mode d'édition visuel peut mettre en forme automatiquement les références.
- Insérer une infobox (cadre d'informations à droite) n'est pas obligatoire pour parachever la mise en page.

Pour une aide détaillée, merci de consulter Aide:Wikification.
Si vous pensez que ces points ont été résolus, vous pouvez retirer ce bandeau et améliorer la mise en forme d'un autre article.
 (décembre 2019).
Si vous disposez d'ouvrages ou d'articles de référence ou si vous connaissez des sites web de qualité traitant du thème abordé ici, merci de compléter l'article en donnant les références utiles à sa vérifiabilité et en les liant à la section « Notes et références ».

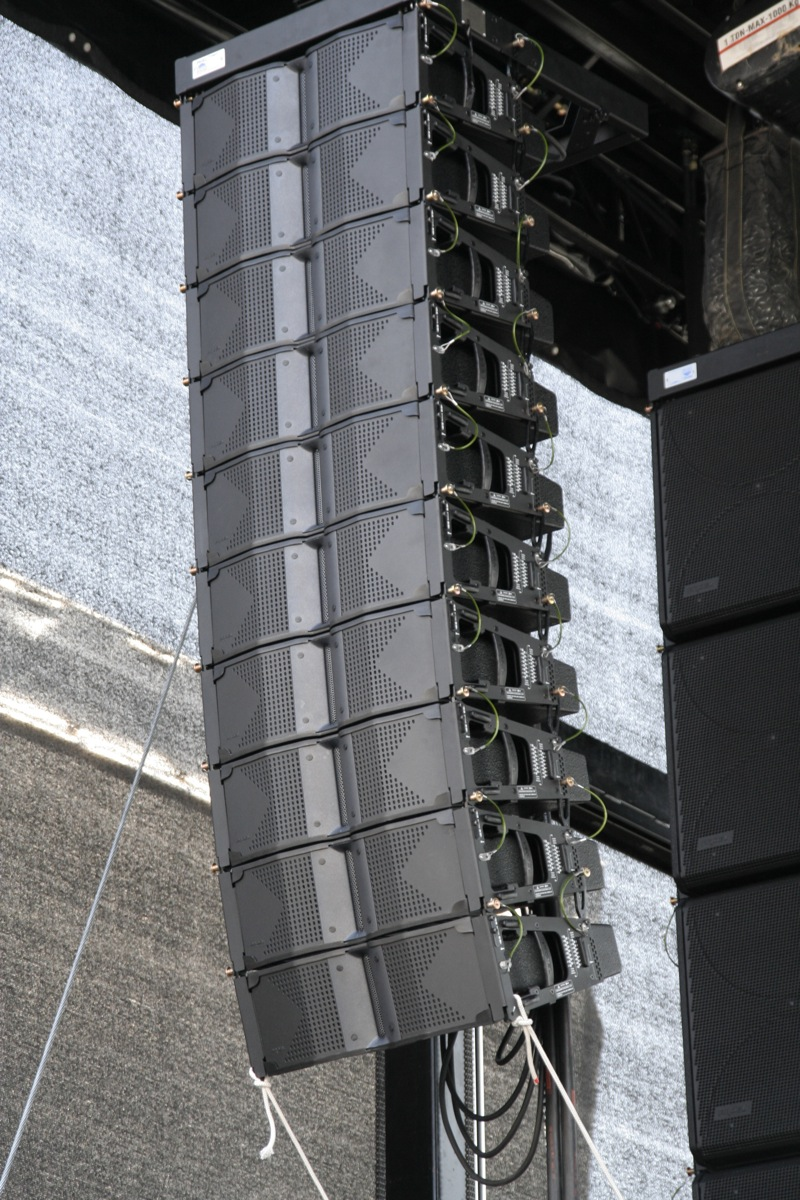
Un système line-array Axiom.

Un line array  est un système de sonorisation constitué d'un réseau d’ enceintes acoustiques à une seule dimension (« en ligne »), permettant la sonorisation de spectacles de grande envergure, en diffusant le son à forte puissance sur une longue portée.
Ce moyen de diffuser la musique amplifiée est apparu par la nécessité d'augmenter le niveau sonore à des distances importantes, dû à l’accroissement de la jauge d’audience.
Il s'agit donc d'un empilement d'enceintes suivant une ligne. Les enceintes dites « pour line array » sont prévues pour créer un champ de pression constructif, c'est-à-dire que plus on assemble d'enceintes, plus la pression acoustique est importante. Pour rappel, doubler le nombre de sources permet d'augmenter le niveau acoustique de 3 dB.
De plus, elles sont prévues pour être assemblées, et intègrent donc un système mécanique permettant leur liaison.
La différence entre un « array traditionnel » de type point-source et un « line array » est que dans le premier cas l’assemblage se fait à deux dimensions (horizontalement et verticalement), alors qu'un line array ne s'assemble que selon une dimension.
Le succès de ces systèmes vient de la simplicité relative de leur mise en œuvre comparé à des arrays à deux dimensions traditionnels, car ils permettent d'avoir plus simplement et rapidement un résultat très homogène. En effet, ils sont plus simples à simuler et régler car le nombre de paramètres et d'interactions entre enceintes est réduit.

## Principes acoustiques
Un line array met en jeu différents principes.
Le principe de base est que plus une source acoustique est de taille importante, plus elle est directive. Cette taille de source s'entend par rapport à la longueur d'onde à reproduire, c'est-à-dire que plus la fréquence est grave, plus la source doit être grande, de plusieurs mètres (3,4 m de longueur d'onde à 100 Hz, on considère comme contrôlé à partir du double à peu près soit 6,8 m).
Pour qu'une source ne génère que des interférences constructives dans sa zone de lobe principal, et une majorité de destructives en dehors, l'espacement entre sources doit être inférieur à la moitié de la longueur d'onde. Cette fois la limite est dans les hautes fréquences, car il faudrait des composants très petits pour reproduire dans ces conditions l’extrême aigu, 17 cm correspondant à 1 kHz et à peu près à la limite de taille pour un haut-parleur « de puissance », à 15 kHz la limite est proche du millimètre.
Les phénomènes ondulatoires des interférences sont bien décrits depuis Huygens au XVIIe siècle, et le modèle ondulatoire donné par Fresnel vers 1815 laisse une porte théorique ouverte aux futurs électro-acousticiens, par la création d'un front d'onde cohérent de longueur étendue à partir de sources ponctuelles, qui permettra la création d'une source acoustique directive à partir de sources omnidirectionnelles, les haut-parleurs (inventés en 1877 par Siemens).
Ces principes ont été bien connus et décrits d'un point de vue acoustique par Olson dès 1957, et ont permis de nombreuses réalisations réussies de sonorisation de lieux très réverbérants, mais longtemps limités à une bande passante faible les réduisant aux applications non musicales comme les annonces vocales.
Un système respectant ces principes pourra être considéré comme une « quasi source ligne », c'est-à-dire que l'on peut faire le parallèle avec un autre phénomène ondulatoire mais électromagnétique : l'antenne acoustique.
Une source linéique continue de longueur infinie se propage d'une manière cylindrique, alors que celle issue d'un point source infiniment petit se propage selon une sphère. Le volume d'une sphère augmente plus vite que celui d'un cylindre, donc l'énergie se répand plus vite aussi : on perd 6dB de pression acoustique à chaque fois que l'on double la distance à la source, alors que dans le cas du cylindre c'est uniquement 3dB, uniquement si l'on travaille dans un espace où les premières réflexions au sol ne sont pas créées par un matériel avec un haut coefficient d'absorption. En réalité, dans n'importe quel événement on perd 6dbs quand on double la distance. Évidemment, cette ligne source théorique n'existe pas plus que le point source, l'enceinte ou l'array d'enceinte se situe quelque part entre les deux.
Si un système était une ligne source, il aurait une ouverture nulle, un peu comme un rayon laser, et ce ne serait pas l'idéal pour sonoriser une surface, comme un laser n'est pas idéal pour éclairer une pièce.

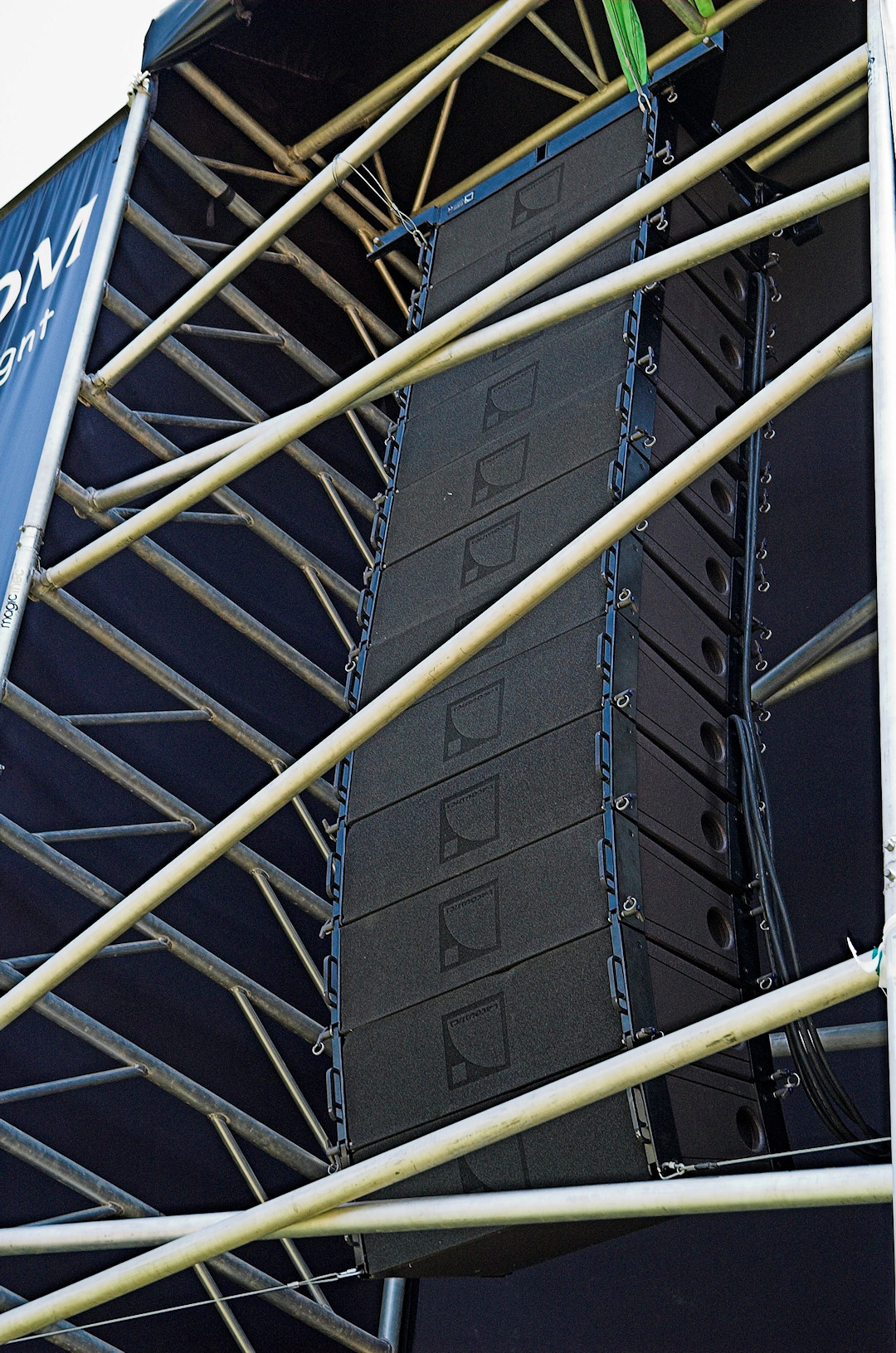
Line array dV-DOSC fabriqué par L-Acoustics

Un système de sonorisation qui se comporte comme une ligne source permet d'atteindre de très longues portées du fait d'une décroissance moins rapide du champ que pour une enceinte de petite taille. Cela permet d'utiliser moins de puissance à la source pour une même distance, ou porter plus loin avec la même puissance. 
Cependant, cette taille est relative à la distance d'observation de la source, et à partir d'une certaine distance, toutes les lignes sources de taille « réelle » finissent par être considérées comme une source de "petite taille" et rayonner sphériquement.
Cette distance de transition dépend de la fréquence, et de la taille de la source. Plus la source est grande, plus la distance est lointaine. Par analogie avec la théorie de Fresnel, on parle de « champ proche » et « champ lointain ».
Joseph D'appolito contribue vers 1983 aux principes permettant un couplage vertical tout en ayant un contrôle de directivité fixe dans le plan horizontal.
Il a fallu attendre le milieu des années 1990 pour qu'un chercheur français, Dr. Christian Heil, fabrique un système réellement capable de produire un spectre musical dans ces conditions. En compagnie de son collègue Marcel Urban, il a décrit les compromis technologiques qu'il considérait comme acceptables pour considérer un empilement d'enceintes comme une « quasi ligne source » dans les désormais fameux critères de la « WST » (Wavefront Sculpture Technology). En 1992, le Dr Heil lance le V-DOSC, premier système considéré comme « Line Source », qui a fait les beaux jours sa société L-Acoustics.
Ceux-ci ont été repris par beaucoup de concurrents, certains des critères  de l'époque sont maintenant largement dépassés.
Pour la limite dans l'aigu, comme il est impossible de réaliser une véritable ligne source continue, chaque fabricant met au point sa technologie afin de transformer le front d'onde en un « segment de ligne courbe », par le biais de pavillons guides d'ondes ou de transducteurs de type « rubans », le plus continu possible.

## Avantage de ce type de systèmes
La mise en œuvre est rendue plus simple du fait de l'utilisation d'une enceinte de modèle unique, ouvrant largement, dont le couplage acoustique se fait dans un seul plan.
Les effets des interférences sont donc limités au plan de couplage, dans le plan perpendiculaire ils sont nuls (exemple avec un line array vertical, il n'y a pas d'interférences dans le plan horizontal, qui est celui où l'oreille a le plus de discrimination).
Dans le plan de couplage, une bonne enceinte pour line array doit respecter certains critères pour améliorer le couplage, comme le lien entre la distance entre sources et la fréquence la plus haute reproduite, et/ou l'usage de guide d'ondes pour créer un front cohérent.
Ces arrays permettent d'obtenir par addition un niveau de pression acoustique très important, et la taille de source résultante offre un contrôle de directivité important dans le plan de couplage, ce qui permet de concentrer une énergie très importante dans une faible portion d'espace et donc d'atteindre des portées importantes.
En effet, le technicien opérateur va déterminer l'angulation de chaque enceinte afin d'adapter la directivité dans le plan de couplage à la géométrie de l'audience. Des angles inter-enceintes faibles vont augmenter le couplage et le contrôle de directivité, donc la portée, tandis qu'au contraire des angles larges vont augmenter l'ouverture verticale et diminuer la pression acoustique. Ceci conduit en général à avoir des angles serrés en haut de l'array, et progressivement de plus en plus ouverts vers le bas pour couvrir les auditeurs en proximité, qui conduit à la forme caractéristique en « J ».
Ces systèmes sont en général utilisés suspendus, ce qui est le plus gros apport pour l'homogénéité de la couverture d'audience. Le gain d'homogénéité de pression entre les premiers auditeurs en proximité du système et ceux en limite de couverture au fond de l'audience est vrai pour toute enceinte ou système suspendu, mais les line arrays imposent une suspension, et ont généralisé cette pratique, au bénéfice des oreilles et de la santé publique.
Ces systèmes ont été conçus pour sonoriser des évènements de plein air avec une zone d'audience large et très profonde, la plupart du temps à plat ou légèrement pentue.
Même si de nos jours ces systèmes sont également utilisés avec succès en salle, où grâce au contrôle de directivité important (si la ligne est de longueur conséquente, plusieurs mètres, on augmente la directivité verticale) on arrive à améliorer le ratio du champ direct par rapport au champ réverbéré; cette utilisation en salle a ses limites dues à l'ouverture horizontale en général trop large (réflexion sur les murs latéraux)
Ce sont des systèmes également très intéressants pour les fabricants d'enceintes, car il faut un grand nombre de petites enceintes pour sonoriser un lieu là où une seule grosse enceinte couterait beaucoup moins cher. De plus, la possibilité de sonoriser des évènements de grande envergure, comme l'aspect « technologie de pointe », augmentent l'impact marketing.

## Inconvénients du système
La constitution d'un système offrant une directivité constante adaptée sur l'ensemble du spectre audio oblige à assembler un grand nombre d'enceintes. C'est donc un dispositif très couteux et lourd, qui nécessite de disposer d'une structure capable de soutenir le système.
La directivité n'est pas contrôlée horizontalement, elle offre une ouverture « moyenne » pas toujours adaptée au lieu à sonoriser.
La zone de champ proche est perturbée, on placera plutôt l'audience en champ lointain pour avoir un timbre homogène. Malheureusement, ce critère n'est pas pris en compte et dans des petites-moyennes portées, ou avec peu de longueur de ligne, le résultat peut être très inhomogène.
De plus, le nombre de configurations cohérentes, c'est-à-dire offrant une directivité constante sur une large plage de fréquences, et un rendu spectral et dynamique compatible avec la diffusion musicale est en réalité très limité. Par exemple, si l'on cherche à avoir beaucoup d'ouverture verticale avec un line array, pour couvrir une zone d'écoute inclinée comme un gradin par exemple, on arrive rapidement à une situation paradoxale : il faut de nombreuses enceintes pour avoir une grande ouverture dans l'aigu, mais de nombreuses enceintes impliquent une ligne source longue dans le médium, donc une directivité serrée dans ce registre, paradoxal, et le résultat sera forcément très inhomogène en timbre.
Les line array sont donc adaptés à des zones plates ou très légèrement inclinées de grande profondeur, qui nécessitent une ouverture acoustique faible dans le plan de couplage, et pas ou peu de contraintes par rapport aux réflexions latérales.
Ils ne sont pas adaptés par exemple dans le cas de salles « couloir », plus profondes que larges donc qui nécessitent une ouverture horizontale serrée, ou comportant des gradins, balcons, etc. qui nécessitent une ouverture verticale large.

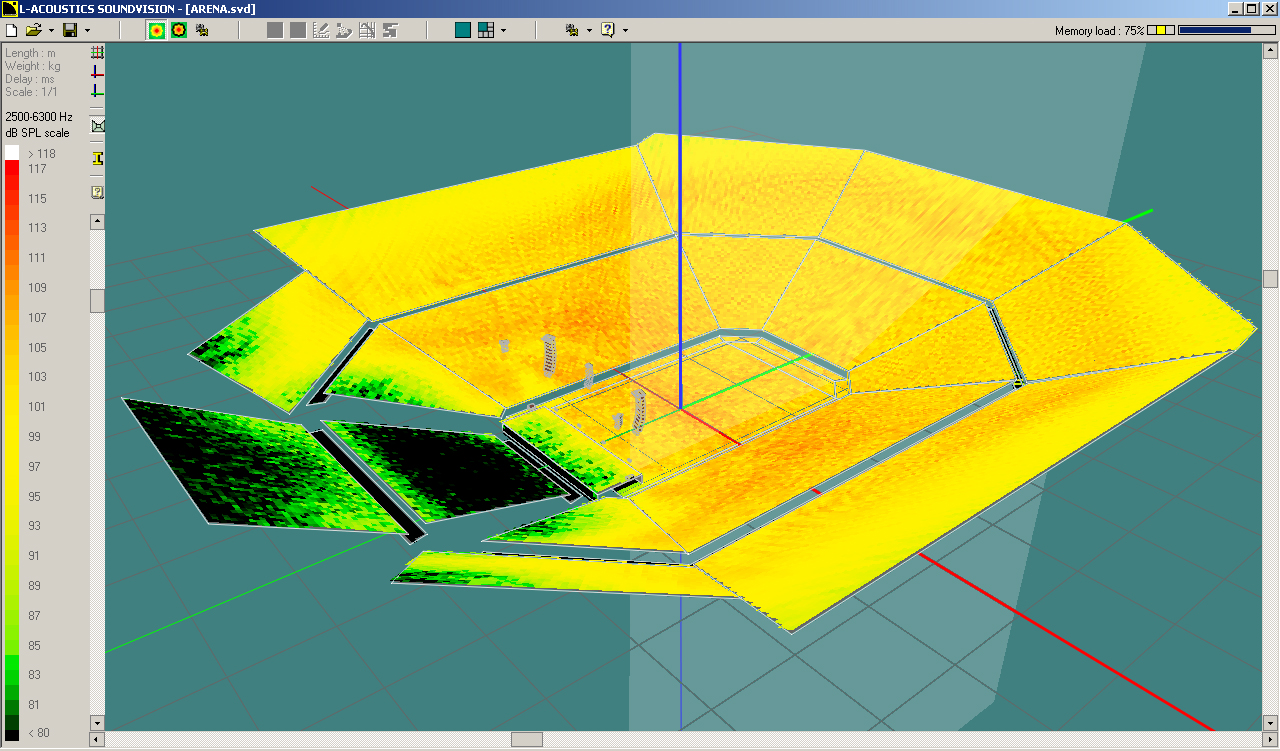
Simulation de la diffusion avec un système L-Acoustics par le logiciel SoundVision

La qualité de restitution de l'array est très largement dépendante de son réglage, qui doit être très précis (au degré près : des lasers sont parfois utilisés pour une orientation optimale). Il faut disposer d'un certain temps pour relever les caractéristiques du site, créer un modèle de simulation, assembler les différents éléments et les régler. Même si c'est beaucoup plus simple qu'avec un array à deux dimensions, c'est plus compliqué qu'avec une enceinte unique à directivité fixe, qui peut être optimisée par le fabricant. Chaque fabricant dispose généralement de son propre logiciel de simulation permettant, après une formation, d'exploiter au mieux ses produits. Il peut éventuellement fournir des simulations déjà réalisées pour les principales salles et lieux de spectacle. 
L'inconvénient majeur est le phénomène de "mode", qui amène à utiliser ces systèmes pour des applications où ils sont peu adaptés, avec un résultat discutable. Lorsque l'intégration de ces systèmes est justifiée, il s'agit d'un outil extraordinaire, qui permet une cohérence dans le rendu sonore inaccessible auparavant.

## Évolution des systèmes line array

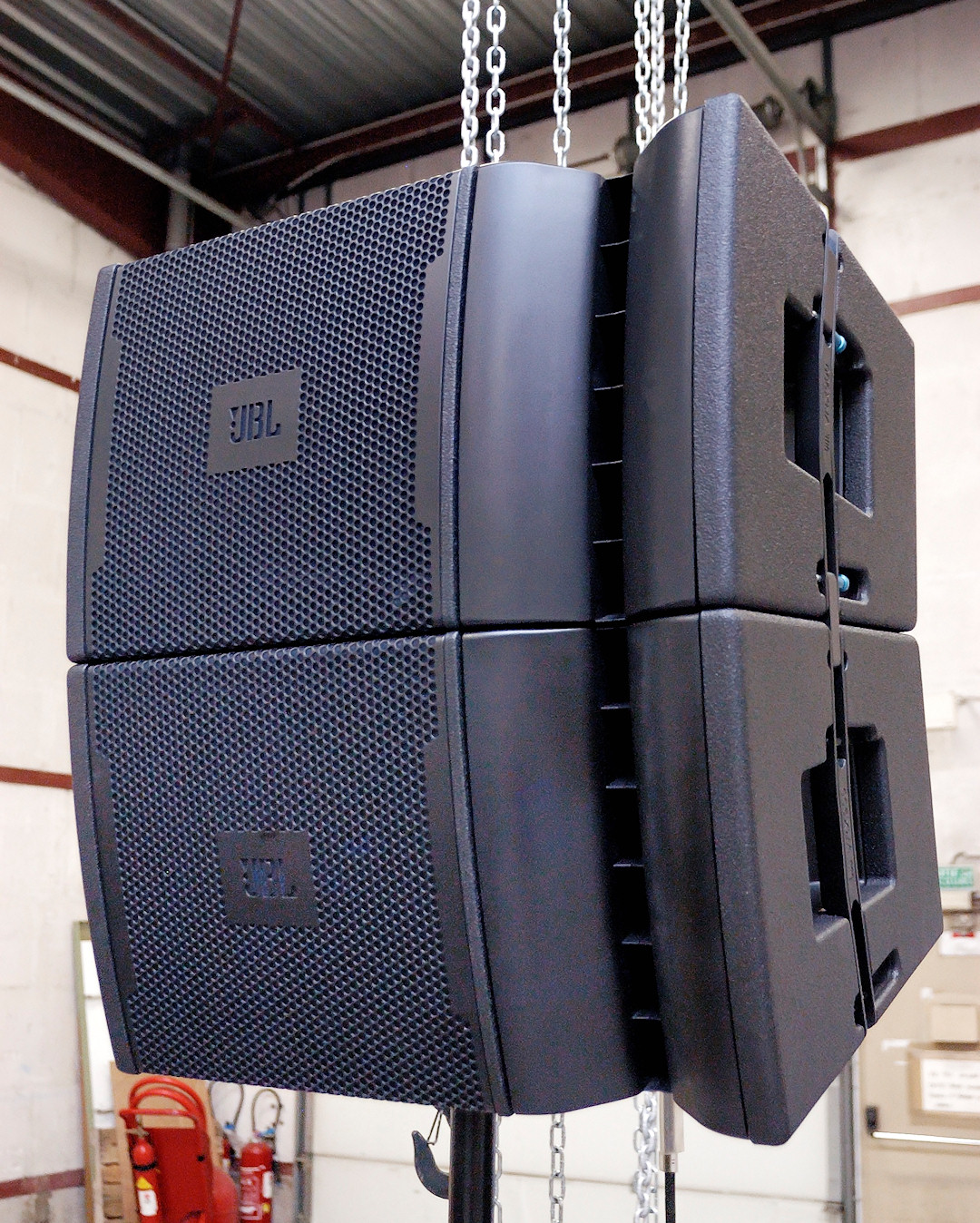
Line array JBL VRX à courbure constante

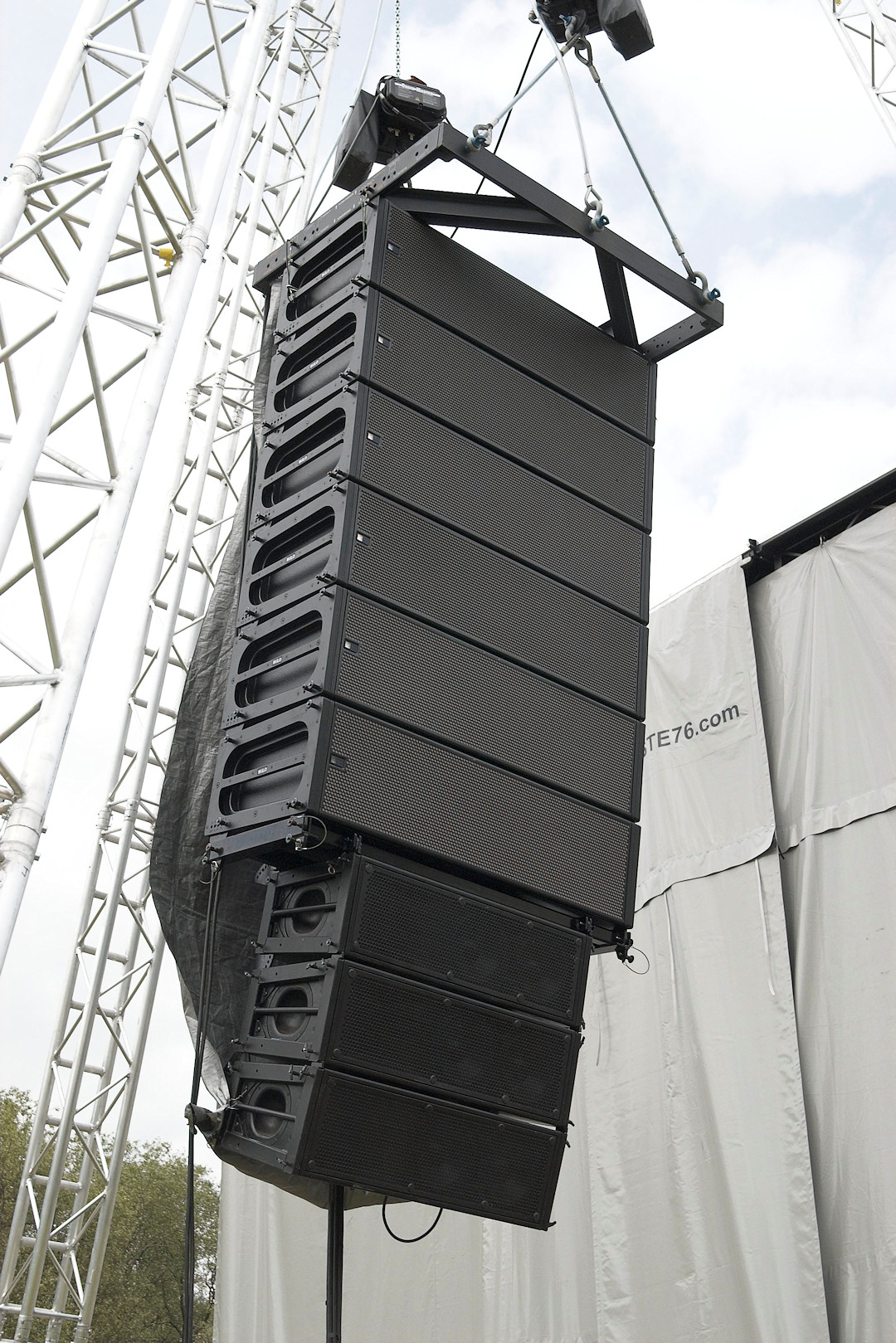
Line array Meyer Sound comportant des éléments de taille différente pour la longue portée et la courte portée

Le premier système line source, le V-DOSC de L-Acoustics était (et est toujours) un système dit de longue portée, pour des évènements et spectacles de grande ampleur. Le principe même du line array étant à la fois séduisant, performant et à la mode, des systèmes moins imposants, destinés à des audiences plus réduites, ont vu le jour. Ainsi la plupart des prestataires ont pu s'équiper. Par ailleurs, on a vu apparaître des line array simplifiés, pratiquement dépourvus de réglages et donc très simples à mettre en œuvre, les line array à courbure constante. Leur principe général est de lier l'angle de diffusion au nombre d'éléments utilisé, le positionnement correct étant automatiquement assuré par la forme des éléments. Destinés à des audiences plus ou moins réduites, ces systèmes abandonnent les capacités d'adaptation des line array à courbure variable au profit de la simplicité d'emploi et de mise en œuvre. Signalons qu'il est également devenu courant d'utiliser des systèmes mixtes associant des éléments de plusieurs systèmes line array de taille différente.